# Atletas Kaunas
Der FK Atletas Kaunas ist ein litauischer Fußballverein aus Kaunas. Der junge Verein spielt in der 1 Lyga, der zweiten litauischen Liga.

## Vereinsgeschichte
Der Verein wurde im Jahr 2005 gegründet. Die meisten Spieler werden von der Sportakademie Litauens gestellt. 
Der Verein erhielt 2009 zum ersten Mal in seiner Geschichte die Spielberechtigung für die höchste litauische Spielklasse, nachdem dem FBK Kaunas sowie Atlantas Klaipėda die A-Lyga-Lizenz verweigert wurde. Jedoch stieg man 2010 nach einem zehnten Platz wieder in die zweitklassige 1 Lyga ab.